# Купрейчик Віктор Давидович
Віктор Давидович Купрейчик (біл. Віктар Давыдавіч Купрэйчык; (3 липня 1949, Мінськ — 22 травня 2017) — білоруський шахіст, гросмейстер від 1980 року.

## Шахова кар'єра
Від 1969 до 1987 року вісім разів брав участь у фіналах індивідуальних чемпіонатів СРСР, найкращий результат показав у 1979 і 1981 роках, посівши 7-ме місце. Після розпаду СРСР належав до провідних білоруських шахістів, п'ять разів (у 1994—2002 роках) виступив на шахових олімпіадах а також тричі (у 1992—2003 роках) на командному чемпіонаті Європи. 2003 року здобув у Мінську звання чемпіона Білорусі.
Найбільших успіхів у кар'єрі досягнув, посівши 1-ші місця на сильних турнірах за круговою системою: Рейк'явік опен (1980, перед, зокрема, Волтером Брауном, Ентоні Майлсом, Геннадієм Сосонко, Євгеном Васюковим, Марґейром Петурссоном а також Еугеніо Торре) i Гастінґсі (1981/82, перед, зокрема, Василем Смисловим, Джонатаном Спілменом, Ульфом Андерссоном, Найджелом Шортом, Марреєм Чандлером i Ларрі Крістіансеном) а також на турнірі за швейцарською системою в Бад-Верісгофені (1997, перед, зокрема, Рустемом Даутовим, В'ячеславом Ейнгорном, Ентоні Майлсом, Клаусом Бішоффом, Крістіаном Габріелем, Олегом Романишиним i Костянтином Лернером).
Крім того серед його успіхів на міжнародній арені, зокрема: в Гронінгені (1965/66, чемпіонат Європи серед юніорів до 20-ти років, 3-тє місце), Сомборі (1970, поділив 2-ге місце разом з Властімілом Янсою, позаду Роберта Хюбнера), Вейк-ан-Зеє (1977, турнір B, посів 1-ше місце), Ванадзорі (1978, поділив 1-ше місце з Рафаелем Ваганяном), Медіна-дель-Кампо (1980, посів 1-ше місце), Поляниці-Здруй (1981, меморіал Акіби Рубінштейна, посів 2-ге місце після Влодзімєжа Шмідта), Нью-Делі (1982, посів 2-ге місце позаду Йосипа Дорфмана), Есб'єргу (1988, турнір Кубок Північного моря, поділив 1-ше місце з Рафаелем Ваганяном), Валь-Маубуї (1989, поділив 1-ше місце з Олексієм Шировим), Рімавскій Соботі (1990, посів 1-ше місце), Мюнстері (1991, open, поділив 1-ше місце з Левом Гутманом), Варшаві (1991, open, поділив 1-ше місце разом із, зокрема, Євгеном Глейзеровим i Алоїзасом Квейнісом), Дортмунді (1991, open, посів 2-ге місце позаду Юрія Балашова), Каттоліці (1992, open, посів 1-ше місце), Вісбаден (1998, open, поділив 1-ше місце з Євгеном Рагозіним i Славко Чічаком, Фронлайтен (1999, open, посів 1-ше місце), Москва (2002, Аерофлот опен-B, посів 1-ше місце), Тулі (2002, open, поділив 1-ше місце), Зенден (2005, open, поділив 3-тє місце), Тамбові (2007, посів 2-ге місце після Юрія Балашова) а також в Москві (2008, [Аерофлот опен-B, поділив 1-ше місце).
Двічі (Салоніки 2010, Каунас 2012) здобув звання віце-чемпіона Європи серед ветеранів (шахістів старших 60 років), крім того 2014 року в Катеріні здобув бронзову медаль на чемпіонаті світу серед ветеранів (в категорії старших за 65 років).
Найвищий рейтинг Ело в кар'єрі мав станом на 1 липня 1981 року, досягнувши 2580 пунктів ділив тоді 22-25-те місця в світовій класифікації ФІДЕ, водночас посідав 10-11-те місце (разом зі Василем Смисловим) серед радянських шахістів.

## Зміни рейтингу
| На цьому місці має відображатися графік чи діаграма, однак з технічних причин його відображення наразі вимкнено. Будь ласка, не видаляйте код, який викликає це повідомлення. Розробники вже працюють для того, щоби відновити штатне функціонування цього графіка або діаграми. | |
| | На цьому місці має відображатися графік чи діаграма, однак з технічних причин його відображення наразі вимкнено. Будь ласка, не видаляйте код, який викликає це повідомлення. Розробники вже працюють для того, щоби відновити штатне функціонування цього графіка або діаграми. |